# عقيان صخري
العِقْيَان الصَّخْرِيّ هو نوع نباتي يتبع جنس العقيان من القبيلة الأليساوية والفصيلة الكرنبية، اسمه العلمي Aurinia saxatilis (L.) Desv..